# Beringomyia cata
Beringomyia cata är en tvåvingeart som först beskrevs av Alexander 1940.  Beringomyia cata ingår i släktet Beringomyia och familjen småharkrankar.
Artens utbredningsområde är Nordkorea. Inga underarter finns listade i Catalogue of Life.